# Маткаселькя
Маткасе́лькя (фин. Matkaselkä) — посёлок в Кааламском сельском поселении Сортавальского района Карелии.

## Этимология
Название переводится с финского языка как «Дорога через гряду».

## Общие сведения
В посёлке расположен одноимённый железнодорожный узел, соединяющий основную линию Сортавала — Суоярви I и ветку Маткаселькя — Вяртсиля. Рядом с посёлком проходят три автомобильные дороги: А121«Подъезд к МАПП Вяртсиля», 86К-15 (Сюскюярви — Маткаселькя) и 86К-334 (Рускеала — Маткаселькя).

## Транспорт
По станции курсируют пассажирские поезда сообщением Костомукша — Санкт-Петербург — Костомукша и Москва — Петрозаводск — Москва.

Автобусное сообщение по посёлку: .

В декабре 2018 года был запущен электропоезд «Ласточка» на маршруте Санкт-Петербург — Сортавала — Маткаселькя.

## Население
| 2002 | 2009 | 2010 | 2013 |
| ---- | ---- | ---- | ---- |
| 109  | ↘97  | ↘80  | ↘70  |

## Достопримечательности
В посёлке находится памятник истории — могила пограничника Джигаева, погибшего 30 мая 1941 года.

## Галерея

Станция Маткаселькя
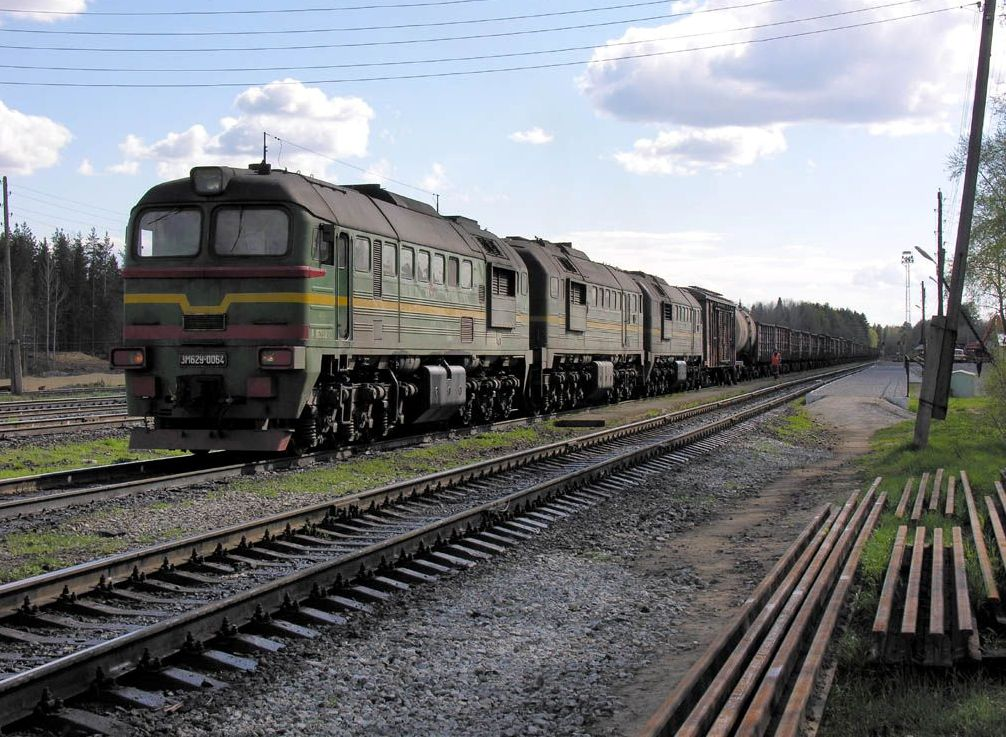
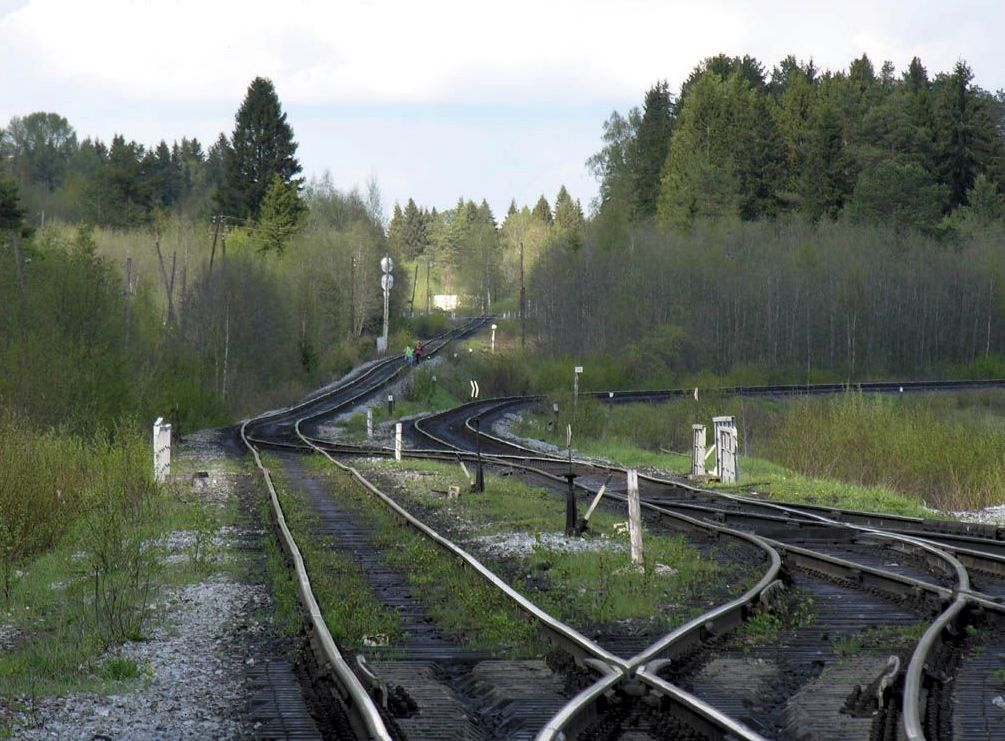
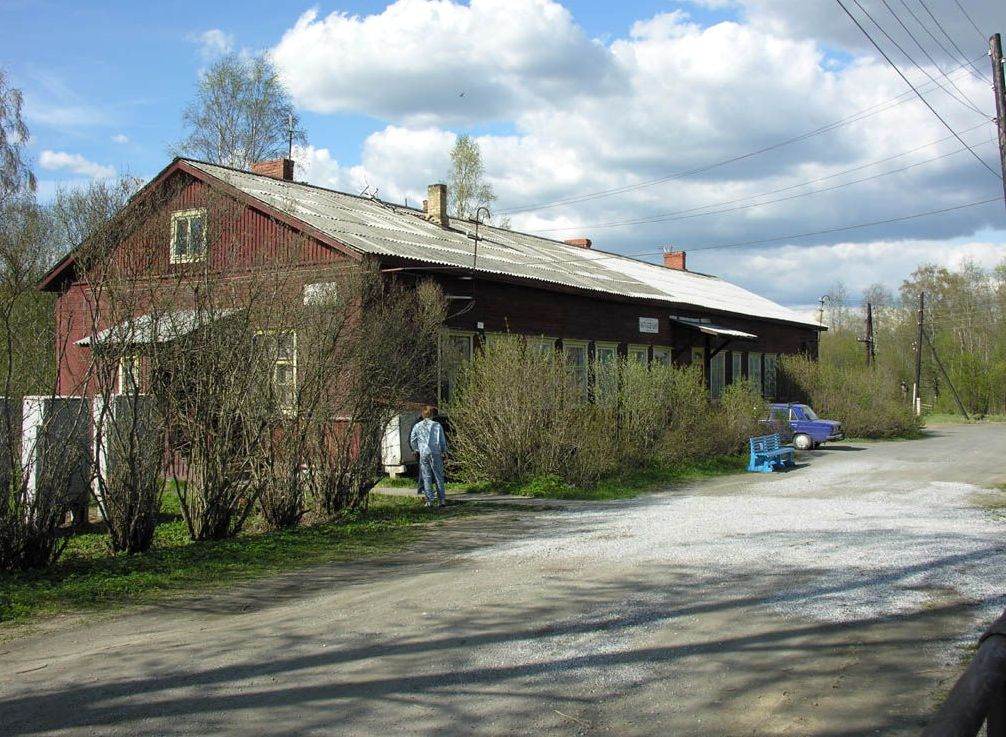